# 小汉斯·霍尔拜因

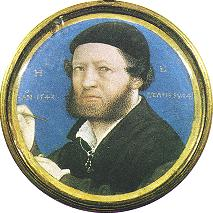
卢卡斯为霍尔拜因画的微型画像，1543年

小汉斯·霍尔拜因（德語：Hans Holbein der Jüngere，约1497年—1543年11月29日以前）是德国画家，最擅长油画和版画，属于欧洲北方文艺复兴时代的艺术家，他最著名的作品是许多肖像画和系列木版画《死神之舞》。

## 早期生平
霍尔拜因出生于巴伐利亚的奥格斯堡，是 欧洲最大的矿冶工业和金融业的中心。他主要是向他的父亲老汉斯·霍尔拜因学习绘画，后来他和哥哥一起去了瑞士的巴塞尔，在那里他遇见人文主义者伊拉斯谟，伊拉斯谟委托他为自己的讽刺作品《愚人颂》绘制插图，他同时还为马丁·路德翻译的德语《圣经》绘制了插图，他也为巴塞尔市政厅绘制壁画，为教堂和私人住宅设计玻璃镶嵌画和装饰画。1517年应邀到瑞士中部作画，顺道到过意大利，学习意大利的“新艺术”。回来后被接纳为巴塞尔画家同业公会会员，和一位皮革商的寡妇结婚，并开了自己的画店。1524年，曾到法国旅行。

## 在英国
当时发生在瑞士的宗教改革反对教堂悬挂绘画等偶像，因此作为一位艺术家霍尔拜因的处境比较艰难，1526年他转道尼德兰去了伦敦，伊拉斯谟为他向托马斯·莫尔写了一封推荐信，所以霍尔拜因在英国站住了脚，他为亨利八世和他的朝臣们绘制了许多肖像，还曾经为亨利八世设计朝服，并为其第二个妻子安妮·博林设计墓碑和墓前装饰，不过他为博林画的画像可能在博林被处死后已经被销毁了。他还曾经为亨利八世后来的其他几位妻子画过肖像。亨利八世曾经批评他的肖像画过于美化他的妻子们。1528年，他回到巴塞尔处理一些事务，并承接了几项绘画，第二年继续抛妻离子回到伦敦，再也没有回家。

《托马斯·莫尔像》，1527年

1543年，他正在为亨利八世画另一幅肖像时，由于感染瘟疫在伦敦去世，年仅48岁，他是在 10月7日写下的遗嘱，在遗嘱的11月29日附件上注明他“最近已经逝世”。

## 风格

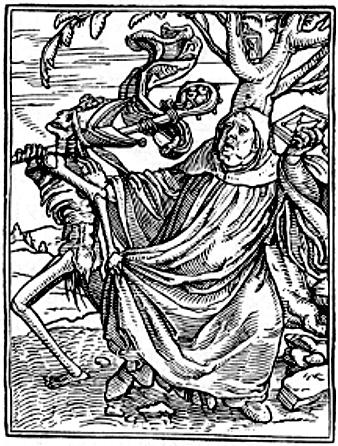
《死亡之舞》中的“死神和修道院长”

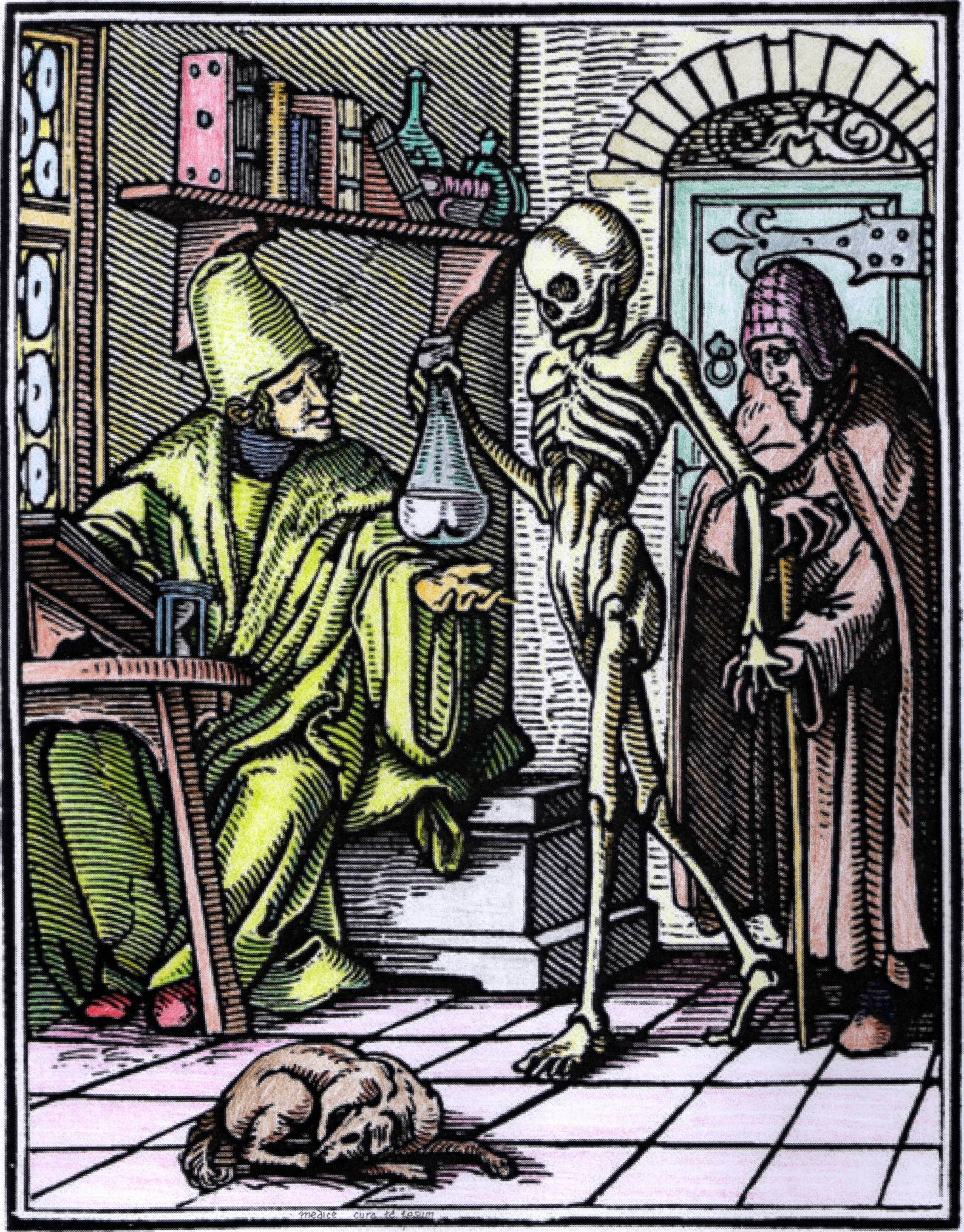
《死亡之舞》

霍尔拜因在创作一幅肖像画以前，经常用铅笔描绘衣物、装饰品等细节，有时也用钢笔或垩笔，然后在纸上沿轮廓扎上小孔，铺在画布上，用炭粉将其转移到画布上。在晚年也使用复写纸。他的画作对细节描绘非常详细、真实，甚至于仪器上的刻度、信笺上的文字、桌布上的花纹都描绘的一丝不苟，但整体风格仍然非常统一，人文主义风格非常明显，俄罗斯作家陀斯妥耶夫斯基曾经评价他的作品《墓中的基督》：“可以把许多人的信仰夺去。” 
他曾经从同为英国王室画家的弗拉芒画家卢卡斯·霍亨布特那里学习画微型画，卢卡斯曾为他画了一幅微型画像，他自己从没有画过自画像。